# K'ahk' Ti' Ch'ich'
K'ahk' Ti' Ch'ich' (auch Aj Saakil) war ein Maya-König aus der Kaan-Dynastie, der von 550 bis mindestens 568 von Dzibanché aus herrschte. Unter seiner Herrschaft expandierte Dzibanché nach Süden und besiegte 562 die mächtige Stadt Tikal.